# Luis Ignacio Andrade
Luis Ignacio Andrade Díaz, C.M.F. (Altamira, 9 de febrero de 1894-Neiva, 30 de noviembre de 1966) fue un filósofo, educador, político, diplomático y tardíamente sacerdote católico colombiano, miembro del Partido Conservador Colombiano.
Andrade fue congresista por Tolima, y ministro en varias ocasiones para los gobiernos conservadores de Mariano Ospina Pérez, Laureano Gómez, y el designado Roberto Urdaneta. Para este último gobierno, Andrade sirvió adicionalmente como asambleísta de la constituyente convocada en 1952, la cual pretendía reformar la constitución de 1886.
Según investigaciones históricas recientes, Andrade fue una de las víctimas directas del Golpe de Estado de 1953, ya que éste se habría producido para evitar su candidatura y segura elección presidencial, evitándose así que fuera el continuador de la obra de Gómez.
Tras la muerte de su esposa y la caída de la dictadura, Andrade se hizo sacerdote claretiano en Italia, y regresó a Colombia, viviendo con los hábitos hasta su muerte, en 1966.

## Biografía
Nació el 9 de febrero de 1894, en Altamira, Tolima, en un hogar de clase media de la región.
Se educó en la Universidad del Rosario de Bogotá, donde se graduó de Filosofía y Letras. A los 20 años, en 1914, Andrade entró de lleno a la política, de la mano del Partido Conservador Colombiano, partido con el cual logró llegar al Congreso en 1919. Durante los años 20, también se dedicó a la docencia en su departamento.
En 1922, se convirtió en secretario de la gobernación del Huila, y en 1923 Andrade ingresó a la Asamblea Departamental de su natal Huila, estando en la corporación hasta 1927. Entre 1924 y 1929, Andrade también alternó sus actividades parlamentarias como representante a la cámara por Huila. 
En 1930 ocupó una curul en el senado de Colombia, coincidiendo con la pérdida del poder de su partido, a manos de los liberales.

### Actividad en los gobiernos conservadores

#### Ministerio de Obras Públicas (1947-1949)
El 23 de abril de 1947 fue nombrado por el gobierno de Mariano Ospina Pérez como ministro de obras públicas, en reemplazo de Darío Botero Isaza, ocupando el cargo hasta el 8 de mayo de 1949.

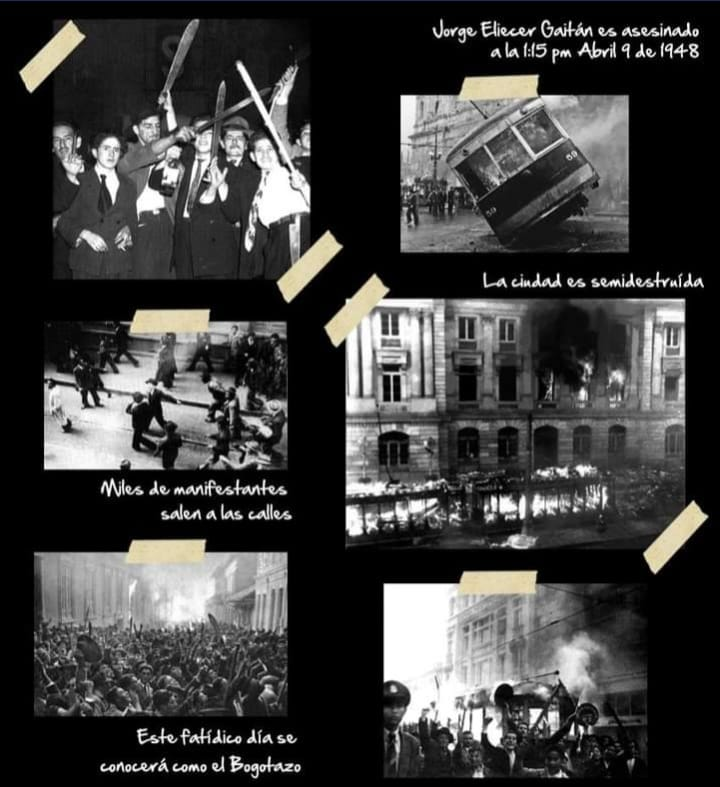
Compilado de sucesos dentro del marco de El Bogotazo, siendo aún ministro de obras Andrade.

Durante su cargo, Andrade apoyó las obras de modernización que venían desarrollándose en Bogotá para la Novena Conferencia Panamericana, como el Monumento a las Banderas, ubicado en la joven Avenida de las Américas.
También enfrentó los destrozos que dejaron manifestantes liberales luego del asesinato de Jorge Eliecer Gaitán, el 9 de abril de 1948 y los sucesos de El Bogotazo. El saldo final fue una gran parte de la ciudad destruida, numersoso saqueos, incendios, profanaciones a templos católicos, destrucción de centros históricos y la decadencia del sistema del tranvía.
A raíz del caos generado, Andrade apoyó a los alcaldes capitalinos a la reconstrucción de la ciudad, a través del arquitecto francés, Le Corbusier (que llegó a Colombia por invitación del diplomático Eduardo Zuleta Ángel) quien firmó un contrato con la alcaldía de Bogotá en 1949.

#### Primer Ministerio de Gobierno (1949-1950)

Andrade (quien mira hacia los presentes), con Laureano Gómez (centro) y otros políticos conservadores, 1930. Museo Nacional de Colombia, Bogotá.

El presidente Ospina lo nombró meses después Ministro de Gobierno, siendo el encargado de gestionar la reforma electoral que los liberales presentaron en el Congreso y con la que se adelantaron las elecciones presidenciales de 1950 para noviembre de 1949. El 9 de ese mes, Ospina declaró el estado de sitio y ordenó el cierre del Congreso y de todas las corporaciones.
En el marco de ese caos político y legislativo, su mentor Laureano Gómez ganó la presidencia a finales de 1949, ya que no tuvo rival liberal en las elecciones, pues el expresidente Darío Echandía declinó en sus aspiraciones tras el asesinato de su hermano Vicente.

#### Embajador en el Vaticano (1950 - 1951)
El presidente Gómez, que era un católico fervoroso, nombró a Andrade como embajador de Colombia ante el Vaticano, presentando sus credenciales ante el papa Pío XII. Allí Andrade tuvo contacto profundo con el catolicismo, fe que profesaba desde su infancia, y que lo llevaría años después a cambiar su estilo de vida radicalmente.

#### Segundo Ministerio de Gobierno (1951-1953)
De regreso a Colombia, y con la retirada del gobierno del enfermizo presidente Gómez, Andrade fue nombrado por segunda vez Ministro de Gobierno, esta vez por el designado gobierno de Roberto Urdaneta, a quien Andrade reemplazó en la cartera cuando fue nombrado designado para reemplazar a Gómez. 
En 1952, con el regreso del general Gustavo Rojas Pinilla al país, Andrade presidió junto al designado Urdaneta, una reunión organizada por oficiales, para hacerle un recibimiento, en la Escuela General Santander de la Policía Nacional. La molestia de Urdaneta por las proclamas pro-rojistas durante la reunión derivó en la destitución del organizador de la reunión, el teniente Bernardo Echeverri, quien fue reintegrado a la Policía por intervención de Andrade días después.
Siguiendo instrucciones de Gómez y Urdaneta, ejecutó una feroz persecución contra el expresidente Ospina (quien se proyectaba para un segundo mandato en las elecciones de 1954). Dado que la policía de Colombia pertenecía al Ministerio de Gobierno (de ahí que fuera Andrade quien se reintegró al teniente Echeverri, más no el ministro de Guerra [como sucedería en la actualidad]), Andrade ordenó sabotear los actos políticos que Ospina protagonizaba a lo largo del país.

##### Reforma constitucional de 1953
Su principal aporte en el ministerio fue la convocatoria de una Asamblea Nacional Constituyente para reformar la Constitución de 1886, y junto a ella, el proyecto de reforma que se discutiría en la asamblea. Pese a tratarse de un paquete constitucional conservador, en muchos sentidos se trataba de una reforma con elementos progresistas. 
Entre esas propuestas estaban la creación del Ministerio Público y de la carrera judicial, reemplazar la designación por la figura de la vicepresidencia, igualdad política y equidad de género, el establecimiento de regulaciones para el ejercicio de la abogacía, la elección popular de los miembros de la Cámara, el derecho a la huelga como ultima ratio, la libertad de trabajo, y la educación pública progresiva y complementaria al sistema privado.
Por el contrario, la reforma era rígida respecto del sistema social y moral del país, pues establecía que toda norma debía emanar de la doctrina católica; así mismo buscaba la inconstitucionalización de los partidos políticos que no estuvieran conforme a la doctrina católica (implicando de alguna manera que movimientos políticos como el Partido Comunista quedarían en la ilegalidad), y la proscripción de las sociedades secretas.

### Candidatura presidencial truncaː Golpe de Estado de 1953

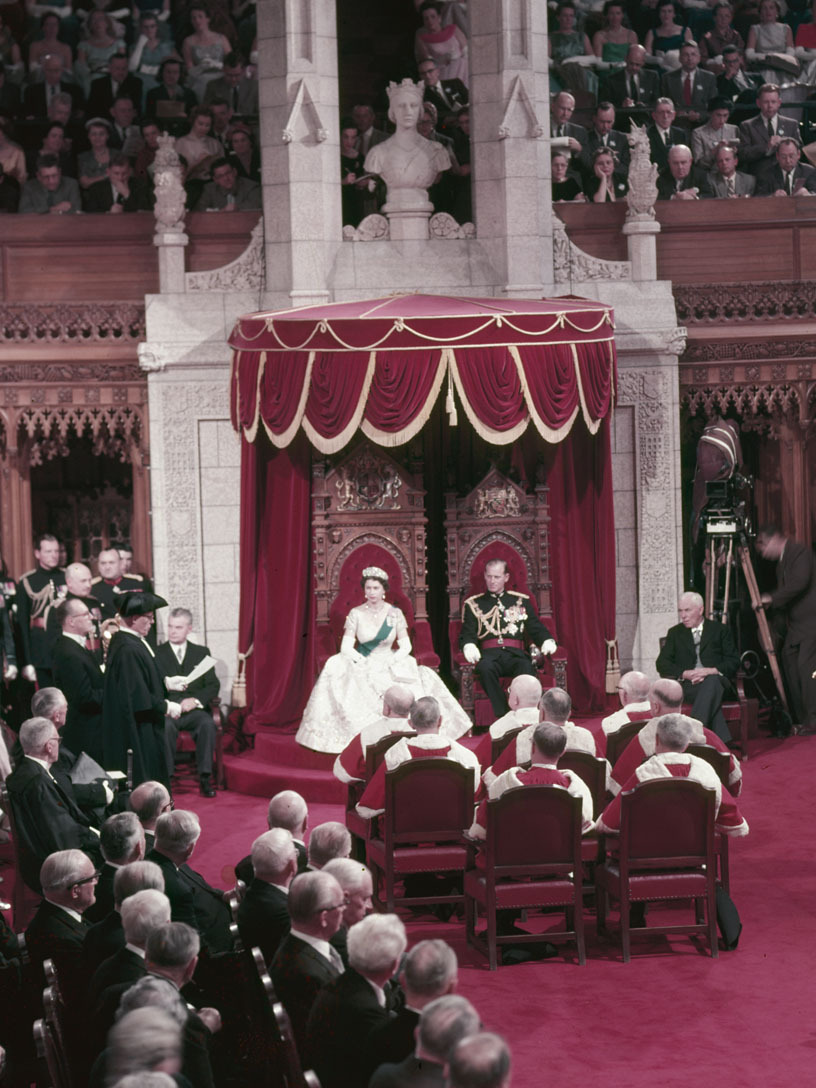
Andrade fue delegado por el presidente (e) Roberto Urdaneta como representante de Colombia en la coronación de la Reina Isabel II de Inglaterra, en 1953.

Se hizo pública en la prensa de esos días, la intención del ausente Laureano Gómez, no sólo de retomar al gobierno en junio de 1953, sino también de lanzar la candidatura presidencial de Andrade para que la ANAC lo eligiera como presidente, y dar por terminada así la interinidad de Urdaneta, según relata Reynel Salas de la Academia Huilense de Historia. Pese a que era un contrincante del expresidente Ospina, el propio Andrade vio viable que este último asumiera la candidatura conservadora si no despegaba la suya.

Para desviar la atención de su candidatura presidencial, Andrade fue enviado por el designado Urdaneta a Londres, donde encabezó la delegación colombiana que asistió a la coronación de Isabel II, reina del Reino Unido, el 2 de junio de 1953. De conformidad con Salas (2016), Andrade estaba de regreso a Bogotá, cuando se comenzó a gestar el Golpe de Estado a Gómez, el 13 de junio de 1953, día en que el General Rojas Pinilla derribó a Gómez, quien pretendía reasumir esa mañana el poder. 

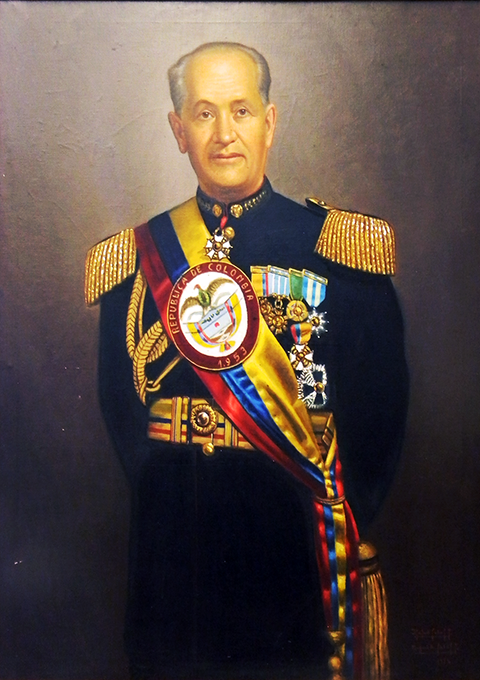
General Rojas, presidente de Colombia.

Sucedió que, ya de regreso en Colombia, Andrade fue a visitar a Gómez, y desde su residencia llamó a la sede presidencial, indicándole a Urdaneta la necesidad de que él y Gómez se reunieran en el Palacio Presidencial. Ante la falta de coordinación, Gómez llegó a la sede presidencial, reasumió el mando y exigió la retirada de Rojas del Ejército Nacional. 
Los sucesos desencadenaron la deposición de Gómez y Rojas asumió el mandato. Andrade, entonces, se quedó sin la posibilidad de hacerse presidente de Colombia, ya que se votaría su presidencia de la ANAC el 15 de ese mes, y el ambiente político apuntaba a que su candidatura presidencial sería exitosa.
Llegado el 15 de junio, la ANAC se reunió para elegir al presidente de la corporación, y ya con el general Rojas en el poder, la elección del expresidente Ospina fue un hecho anunciado con antelación; se cuenta que a Andrade no se le permitió el ingreso a esa elección. Cuando pudo retornar a la sesiones de la ANAC, Andrade se dedicó a defender la reforma y ser un escudero del expresidente Gómez, lo que le granjeó el odio de los liberales y la molestia de los conservadores oficialistas.
Frustrada su candidatura presidencial, Andrade llegó a decirː

"El golpe no fue contra Gómez. 
Fue contra mí, porque a mí me tienen miedo. 
Él decía: y yo, si carajo, a mí me tienen miedo; por
eso nunca seré presidente de la república. 
Contra mí se unen todos. 
Lo decía con esa voz de trueno que tenía él."
Luis I. Andrade, junio de 1953.

### Sacerdocio y últimos años
Luego del golpe, Andrade siguió asistiendo a la ANAC, pero se fue retirando paulatinamente del ejercicio político, trabajando el campo en su casa de Neiva. El 12 de noviembre de 1956, Andrade sufrió la muerte de su esposa, y decidió definitivamente ingresar a la orden de los claretianos. El 28 de enero de 1957, la comunidad aceptó su petición y además lo nombró candidato a sacerdote dentro de sus votos. 
Andrade viajó a Antrodoco, Italia, y el 19 de marzo de 1958 realizó votos con el nombre de Anselmo de Santa Quiteria. Finalmente fue ordenado sacerdote el 20 de diciembre de 1959.
Luis Ignacio Andrade falleció en Neiva, el 30 de noviembre de 1966 a los 62 años.

## Familia
Luis Ignacio Andrade era hijo de Anselmo Andrade Charry y de Quiteria Díaz.
Contrajo matrimonio en Tello, Huila, con Felisa Manrique Miranda, con quien tuvo a sus dos hijosː Gema, Zita y Felio Andrade Manrique.